# Нићепинг
Нићепинг (швед. Nyköping) град је у Шведској, у источном делу државе. Град је у оквиру Седерманландског округа и његово је управно седиште и други по величини град. Нићепинг је истовремено и седиште истоимене општине.

## Природни услови
Нићепинг се налази у источном делу Шведске и Скандинавског полуострва. Од главног града државе, Стокхолма, град је удаљен 100 км југозападно.
Рељеф: Нићепинг се развио на источној обали Скандинавског полуострва. Подручје града је бреговито, а надморска висина се креће 0-40 м.
Клима у Нићепингу је континентална са утицајем мора и крајњих огранака Голфске струје. Стога су зиме блаже, а лета свежија у односу на дату географску ширину.
Воде: Нићепинг се развио на западној обали Балтичког мора, на месту ушћа реке Нићепингсон у његов залив Шесафјорден. Река Нићепингсон дели град на два дела, западни и источни. Око града има много малих језера.

## Историја
Подручје Нићепинга било је насељено још у време праисторије.
Прво стално насеље на датом подручју јавља се у 11. веку. У 12. веку ту се гради замак. Насеље је 1444. године градска права.
Нићепинг је доживео велике пожаре 1665. и 1719. године.
Нићепинг доживљава препород у првој половини 19. века са доласком индустрије и железнице. Ово благостање траје и дан-данас.

## Становништво
Нићепинг је данас град средње величине за шведске услове. Град има око 30.000 становника (податак из 2010. г.), а градско подручје, тј. истоимена општина има око 52.000 становника (податак из 2012. г.). Последњих деценија број становника у граду лагано, али сигурно расте.
До средине 20. века Нићепинг су насељавали искључиво етнички Швеђани. Међутим, са јачањем усељавања у Шведску, становништво града је постало шароликије, али опет мање него у случају других већих градова у држави.

## Привреда
Данас је Нићепинг савремени индустријски град са посебно развијеном индустријом (погони „СААБ“-а). Последње две деценије посебно се развијају трговина, услуге и туризам.

## Знаменитости
Нићепинг има очувано старо градско језгро. Оно има правилну, ортогоналну мрежу улица са правоуганим тргом у средини.

## Галерија
- Главни градски трг у старом језгру Нићепинга
- Градски дом културе
- Нићепиншка саборна црква, Црква св. Николе
- Стара градска кућа Нићепинга